# Shima Uta
Shima Uta (島唄 Canción de la Isla?) es una canción del año 1992 de la banda japonesa The Boom perteneciente al álbum Shishunki (Adolescencia) editado por Sony Music Japón. Fue escrita por el cantante y líder de la banda Kazufumi Miyazawa basada en sus impresiones luego de visitar Okinawa para una sesión de fotos. Es la canción mejor vendida de la banda, muy conocida en Japón y en Argentina gracias a la versión de Alfredo Casero, siendo además una de las canciones relacionadas con Okinawa más ampliamente conocidas, y esto a pesar de que todos los miembros de la banda son de la Prefectura de Yamanashi. La canción hace uso de una mezcla entre pop moderno estilizado con algo de rock como así también de min'yō, la canción incorpora también instrumentos musicales y vocabulario típico de Okinawa. Además el título Shima Uta es un término utilizado originalmente para la música tradicional de la Isla Amami, y también es corrientemente utilizado para la música tradicional de todas las islas Ryukyu.

## Versiones
La canción ha sido versionada por numerosos artistas incluyendo a Gackt, Rimi Natsukawa, Tokiko Kato, Alfredo Casero, Plastiko, Diana King,  Andrew W.K. y Willy Sabor.

### Gackt
La versión de Gackt presenta tambores taiko, cantantes y bailarines tradicionales, y a China Sadao como ejecutante de sanshin y cantante min'yō. Gackt es un cantante min'yō consumado y la canta en el estilo tradicional shima uta, al igual que lo hizo Miyazawa en la versión de estudio de la canción.

### Alfredo Casero
La versión del año 2001 de Casero ganó tres Premios Gardel. En 2002 la versión de Casero fue votada para ser la canción de la Selección Argentina de Fútbol en la Copa Mundial Corea-Japón 2002. Un grupo de simpatizantes del fútbol japonés, Ultras Nippon, utilizaron además a Shima Uta como su canción distintiva. "Shima Uta" fue la primera canción totalmente cantada en japonés en convertirse en hit en la Argentina. Se mantuvo en el tope de las listas durante seis meses. Miyazawa y Casero la cantaron en concierto cuando Miyazawa hizo una gira por Brasil y Argentina.
En el año 2002 Alfredo Casero interpretó Shima Uta junto a Miyazawa en el Estadio Nagai, ante más de 40.000 espectadores, en la previa del partido entre Japón y Túnez el 14 de junio de 2002, en el marco de la Copa Mundial de Fútbol de 2002.

### Andrew W.K.
El músico estadounidense Andrew W.K. grabó su propia versión de la canción para su álbum The Japan Covers.  Para esta versión utilizó la misma traducción que Izzy Cooper utilizó en la suya, añadiendo una línea de dedicatoria al final.  La versión hace uso de sintetizadores.

### Willy Sabor
El cantante de música tropical chileno incluye una versión de esta canción en su disco "Lo maravilloso de Willy Sabor", que en realidad es un cover de la versión de Alfredo Casero (siendo, por lo tanto, el cover de un cover).

## Origen
En una entrevista para fRoots en el año 2003, Miyazawa explicó que había tenido la idea para la canción después de hablar con los sobrevivientes de la invasión estadounidense a Okinawa durante la Segunda Guerra Mundial.

...por primera vez vi un lado más profundo de Okinawa. Vi algunos restos de la guerra, y visité el Museo Himeyuri de la Paz y la Memoria, aprendí acerca de las estudiantes que se quedaron como enfermeras voluntarias cuidado de los soldados heridos. No había lugares para escapar del ejército de EE. UU. en Okinawa, por lo que tuvieron que esconderse en cuevas subterráneas. A pesar de que se ocultaron del ejército de EE. UU., sabían que aun así los buscarían, y pensaron que los iban a matar, así que se mantuvieron mudándose de una cueva a otra. Eventualmente murieron en las cuevas. Escuché esta historia de una mujer que fue una de esas niñas y que sobrevivió. Me quedé pensando lo terrible que sería después que me fui del museo. Fuera del museo, mientras me iba, vi cañas de azúcar agitándose en el viento y eso me inspiró a escribir una canción. Además sentí que quería escribir una canción para dedicar a esa mujer que me contó la historia. A pesar de la oscuridad y la tristeza en el museo subterráneo, había un mundo hermoso en el exterior. Este contraste fue chocante e inspirador.

En otra entrevista, Miyazawa contó que la mayoría de las bajas en Okinawa no fueron causadas por las tropas estadounidenses, sino por las directivas japonesas de suicidarse antes que rendirse.

Cuando los Estados Unidos estaban a punto de invadir Japón durante la Segunda II Guerra Mundial, el país estaba instruyendo a la gente diciéndoles: antes de que EE. UU. te atrape, te matas ". En Okinawa 200.000 personas murieron. Y la mayoría de ellos no fueron asesinados por los EE. UU. ... Se escondieron debajo de la tierra.
A pesar de que la canción no especifica quienes son las personas que se separan, Miyazawa comentó en la entrevista del año 2002: "Es acerca de la separación de un hombre y una mujer, una separación sobre la que no tuvieron ningún control, y que ninguno quería."

## Influencias de Okinawa
Miyazawa escuchó por primeras vez la música influenciada por Okinawa de la mano de Haruomi Hosono en los años 1970. Más tarde habría pedido a sus amigos que le trajeran cintas de la isla, ya que la música de Okinawa todavía no se encontraba disponible en Japón. Miyazawa dijo en la entrevista del año 2003:

Hay dos tipos de melodía en la canción Shima Uta, una de Okinawa, y la otra de Yamato. Yo quería contar la verdad acerca de cómo Okinawa se había sacrificado por el resto de Japón, y que Japón asumiera la responsabilidad por ello. Aunque de hecho, no estaba seguro de que tuviera el derecho de cantar una canción con un tema tan delicado, ya que yo era japonés, y ningún músico de Okinawa había hecho una canción con eso. A pesar de que Hosono comenzó a abrazar la música de Okinawa dentro de su propia música muy temprano, fue en una forma diferente a lo que yo intentaba hacer. Entonces le pregunté a Shokichi Kina que era lo que él pensaba que debía hacer sobre Shima Uta y me dijo que yo debería cantarla. Me dijo que la gente de Okinawa estaba tratando de derribar el muro que existe entre ellos y Yamato (el Japón continental), por lo que me dijo que yo debería hacer lo mismo y me animó a que lanzara Shima Uta.

Cuando canta Shima Uta en concierto Miyazawa toca el sanshin, el precursor originario de Okinawa del shamisen.

## Discografía
- 1992 - Shima Uta (Versión Uchināguchi), 9º single
- 1993 - Shima Uta (Versión original), 11º single
- 2002 - Shima Uta Shima Uta, 26º single